# Campnosperma schatzii
Campnosperma schatzii là một loài thực vật có hoa trong họ Đào lộn hột. Loài này được Randrianasolo & J.S.Mill. mô tả khoa học đầu tiên năm 1998.